# Iresioides aeneola
Iresioides aeneola là một loài bọ cánh cứng trong họ Cerambycidae.